# Hypancistrus phantasma
Hypancistrus phantasma  é uma espécie de cascudo da família Loricariidae nativo da América do Sul, onde ocorre no rio Uaupés, afluente do rio Negro na bacia amazônica no Brasil . Seu epíteto específico significa "fantasma" em latim, referindo-se à notável dificuldade de encontar a espécie e sua coloração pálida.  Foi descrito em 2016 por Milton Tan e Jonathan W. Armbruster com base na coloração, juntamente com as espécies relacionadas Hypancistrus margaritatus .
H. phantasma atinge 12,3 cm de comprimento padrão e foi descrito com base em apenas um pequeno número de espécimes coletados em 1924, e não foi coletado desde então e nem é conhecido no comércio de aquários, ao contrário de H. margaritatus . 